# Управление пяти северных провинций

Карта северных провинций

Бывший флаг управления (1949—2016)

Министерство пяти северных провинций (кор. 이북5도위원회 ибук о до вивонхве) — структура при правительстве Республики Корея, являющаяся, согласно официальной позиции Республики Корея, легитимным правительством территорий, управляемых в настоящее время КНДР. Поскольку Республика Корея не признаёт КНДР в качестве суверенного государства, она также не признаёт территориальных реформ правительства КНДР. Поэтому в управление входят департаменты пяти провинций — Хванхэдо, Пхёнан-Намдо, Пхёнан-Пукто, Хамгён-Намдо и Хамгён-Пукто, что соответствует административному делению Кореи по состоянию на 1945 год — то есть сразу после получения ею независимости от Японской империи. Управление было создано в 1949 году и находится в Сеуле (район Чонногу).
В управлении работают пять начальников провинций и 97 начальников уездов. Кроме того, управление назначило 911 почётных руководителей посёлков, волостей и городских районов. Начальником всего управления является один из губернаторов пяти провинций; начальники меняются ежегодно по принципу ротации.

## Хамгён-Пукто
Провинция Хамгён-Пукто соответствует северокорейским одноимённой провинции и городу прямого подчинения Расону.

### Губернаторы
| №  | Имя          | Оригинал | С              | По               |
| -- | ------------ | -------- | -------------- | ---------------- |
| 1  | Сон Санён    | 서상용   | февраль 1949   | январь 1960      |
| 2  | Сим Санёль   | 심상열   | январь 1960    | апрель 1962      |
| 3  | Чхве Пёнхёп  | 최병협   | апрель 1962    | сентябрь 1966    |
| 4  | Кан Чхыкмо   | 강측모   | сентябрь 1966  | сентябрь 1980    |
| 5  | Ким Тонсок   | 김동석   | сентябрь 1980  | август 1985      |
| 6  | Ко Хван      | 고황     | август 1985    | июнь 1988        |
| 7  | Чи Чханхун   | 지창훈   | июль 1988      | март 1993        |
| 8  | Чхве Ён      | 최영     | март 1993      | сентябрь 1995    |
| 9  | Чха Сонпхиль | 차상필   | сентябрь 1995  | ноябрь 1997      |
| 10 | Чо Чхольхва  | 조철화   | декабрь 1997   | июль 1999        |
| 11 | Нам Сонгван  | 남성관   | июль 1999      | май 2003         |
| 12 | О Муён       | 오무영   | май 2003       | июнь 2006        |
| 13 | Син Хёхон    | 신효헌   | июнь 2006      | 16 ноября 2009   |
| 14 | Ким Тонмён   | 김동명   | 17 ноября 2009 | ныне в должности |

## Хамгён-Намдо
Провинция Хамгён-Намдо соответствует северокорейским провинциям Хамгён-Намдо и Янгандо.

### Губернаторы
| №  | Имя         | Оригинал | С             | По               |
| -- | ----------- | -------- | ------------- | ---------------- |
| 1  | Кан Кидок   | 강기덕   | февраль 1949  | 1950             |
| 2  | Ли Юнсик    | 이윤식   | ноябрь 1959   | октябрь 1961     |
| 3  | Хан Поён    | 한보용   | апрель 1962   | апрель 1965      |
| 4  | Со Намён    | 서남용   | август 1965   | декабрь 1966     |
| 5  | Ли Синдык   | 이신득   | апрель 1967   | апрель 1979      |
| 6  | Ли Сансон   | 이상선   | апрель 1979   | март 1981        |
| 7  | Ли Чесок    | 이재석   | апрель 1981   | июнь 1988        |
| 8  | Ко Хван     | 고황     | июль 1988     | апрель 1990      |
| 9  | Ким Тхэсо   | 김태서   | апрель 1990   | март 1993        |
| 10 | Чон Чхансон | 전창선   | март 1993     | сентябрь 1995    |
| 11 | Чон Ёнчжин  | 전용진   | сентябрь 1995 | сентябрь 1997    |
| 12 | Рю Чунхён   | 류준형   | сентябрь 1997 | июль 1999        |
| 13 | Ю Чеман     | 유재만   | июль 1999     | май 2003         |
| 14 | Ким Кихён   | 김기형   | май 2003      | июнь 2006        |
| 15 | Ким Чхон    | 김청     | июнь 2006     | июль 2008        |
| 16 | Хан Вонтхэк | 한원택   | июль 2008     | декабрь 2011     |
| 17 | Хван Токхо  | 황덕호   | декабрь 2011  | ныне в должности |

## Пхёнан-Пукто
Провинция Пхёнан-Пукто соответствует северокорейским провинциям Пхёнан-Пукто и Чагандо.

### Губернаторы
| №  | Имя         | Оригинал | С              | По               |
| -- | ----------- | -------- | -------------- | ---------------- |
| 1  | Пэк Ёноп    | 백영업   | февраль 1949   | ноябрь 1970      |
| 2  | Ли Хаён     | 이하영   | ноябрь 1970    | апрель 1979      |
| 3  | Ли Сокпон   | 이석봉   | апрель 1979    | май 1988         |
| 4  | Ан Чхисун   | 안치순   | июнь 1988      | декабрь 1988     |
| 5  | Ким Сасон   | 김사성   | январь 1989    | март 1992        |
| 6  | Чон Чоннёль | 장정렬   | апрель 1992    | март 1998        |
| 7  | Сим Кичхоль | 심기철   | март 1998      | декабрь 2000     |
| 8  | Пэк Хённин  | 백형린   | декабрь 2000   | май 2003         |
| 9  | Чха Интхэ   | 차인태   | май 2003       | февраль 2007     |
| 10 | Пэк Тоун    | 백도웅   | апрель 2007    | 16 ноября 2009   |
| 11 | Пэк Ёнчхоль | 백영철   | 17 ноября 2009 | ныне в должности |

## Пхёнан-Намдо
Провинция Пхёнан-Намдо соответствует северокорейским одноимённой провинции и городу прямого подчинения Пхеньяну.

### Губернаторы
| №  | Имя         | Оригинал | С              | По               |
| -- | ----------- | -------- | -------------- | ---------------- |
| 1  | Ким Пёнён   | 김병연   | февраль 1949   | май 1959         |
| 2  | Киль Сонун  | 길성운   | май 1959       | октябрь 1961     |
| 3  | Пак Чечхан  | 박재창   | апрель 1962    | апрель 1979      |
| 4  | Пак Ингак   | 박인각   | апрель 1979    | июль 1982        |
| 5  | Ю Кичхон    | 유기천   | июль 1982      | июнь 1988        |
| 6  | Са Пёнгвон  | 사병권   | июль 1988      | апрель 1991      |
| 7  | Ким Хунги   | 김훈기   | апрель 1991    | март 1993        |
| 8  | Чха Сонхо   | 차성호   | март 1993      | сентябрь 1995    |
| 9  | Ким Хунги   | 김훈기   | сентябрь 1995  | ноябрь 1997      |
| 10 | Пэк Намчжин | 백남진   | ноябрь 1997    | март 1998        |
| 11 | Ким Инсон   | 김인선   | март 1998      | декабрь 2000     |
| 12 | Кан Ыйён    | 강의용   | декабрь 2000   | май 2003         |
| 13 | Чан Ам      | 장암     | май 2003       | июнь 2006        |
| 14 | Чон Чуннёль | 정중렬   | июнь 2006      | 16 ноября 2009   |
| 15 | Пак Ёнок    | 박용옥   | 17 ноября 2009 | ныне в должности |

## Хванхэдо
Провинция Хванхэдо соответствуют северокорейским провинциям Хванхэ-Пукто и Хванхэ-Намдо.

### Губернаторы
| №  | Имя          | Оригинал | С             | По               |
| -- | ------------ | -------- | ------------- | ---------------- |
| 1  | Ли Ун        | 이운     | февраль 1949  | май 1959         |
| 2  | Хам Сокхун   | 함석훈   | февраль 1959  | апрель 1962      |
| 3  | Ким Сонян    | 김선양   | апрель 1962   | апрель 1979      |
| 4  | Чон Понджун  | 정봉중   | апрель 1979   | апрель 1983      |
| 5  | Вон Ёнгу     | 원용구   | апрель 1983   | сентябрь 1990    |
| 6  | Пак Чунпхиль | 방준필   | сентябрь 1990 | сентябрь 1995    |
| 7  | Ли Кванно    | 이광노   | сентябрь 1995 | март 1998        |
| 8  | Ким Кидок    | 김기덕   | март 1998     | декабрь 2000     |
| 9  | Чон Ёнгын    | 정용근   | декабрь 2000  | май 2003         |
| 10 | Ко Сунхо     | 고순호   | май 2003      | июнь 2006        |
| 11 | Соль Понхи   | 설봉희   | июнь 2006     | июль 2008        |
| 12 | Мин Понги    | 민봉기   | июль 2008     | декабрь 2011     |
| 13 | Пак Ёнён     | 박연용   | декабрь 2011  | ныне в должности |

## Утраченные территории Кёнгидо

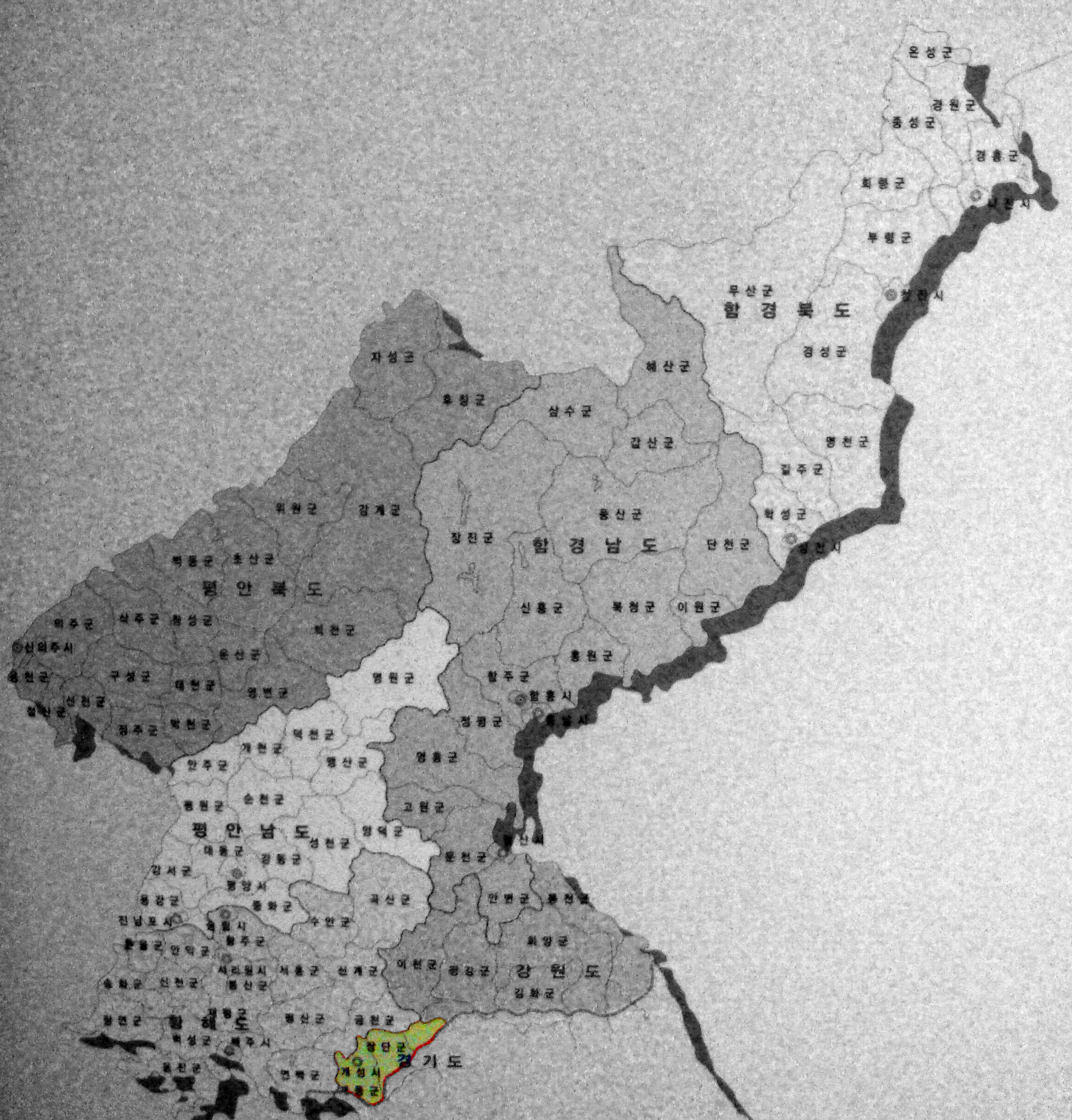
Утраченные территории Кёнгидо

Утраченные территории Кёнгидо (кор. 미수복 경기도) — термин, который используется Управлением для обозначения территорий провинции Кёнгидо, контролируемых в настоящее время КНДР. Соответствует северокорейскому городу с особым статусом Кэсону, а также уездам Кэпхун и Чандан провинции Хванхэ-Пукто.

### Административное деление

#### Город Кэсон
Площадь − 82 км², административный центр — район Сучхан-тон (кор. 수창동).
| Административный округ | Районы                                                                                             |
| ---------------------- | -------------------------------------------------------------------------------------------------- |
| Восточный (동부)       | Сонджук (선죽,善竹), Унхак (운학,雲鶴), Тонхын (동흥,東興), Тогам (덕암,德岩)                      |
| Западный (서부)        | Сучхан (수창,壽昌), Сохын (서흥,西興), Сачжик (사직,社稷), Йонсан (용산,龍山), Тхэпхён (태평,太平) |
| Южный (남부)           | Кванхун (관훈,冠訓), Тонхён (동현,銅峴), Наман (남안,南安), Сонха (손하,孫河)                      |
| Северный (북부)        | Корё (고려,高麗), Манволь (만월,滿月), Пуган (북안,北安), Чанам (자남,子男)                        |

#### Уезды
| Уезд                     | Площадь   | Административный центр                                                   | Административное деление |
| ------------------------ | --------- | ------------------------------------------------------------------------ | --- |
| Кэпхун-гун 개풍군 開豐郡 | 744.6 км² | Кэсон, район Намсан-тон (개성시 남산동)                                  | Тхэсон-мён (토성면, 土城面), Нам-мён (남면, 南面), Со-мён(서면,西面), Пондон-мён (봉동면, 鳳東面) Хынгё-мён (흥교면, 興敎面), Тэсон-мён (대성면, 大聖面) Квандок-мён (광덕면, 光德面), Ённам-мён (영남면, 嶺南面), Пук-мён (북면,北面), Чхонгё-мён (청교면,靑郊面), Сандо-мён (상도면, 上道), Имхан-мён (임한면, 臨漢面), Йонбук-мён (영북면, 嶺北面)                                                                                   |
| Чандан-гун 장단군 長湍郡 | 724 км²   | Чандан-мён, Торасан-ли (장단면 도라산리, подконтрольно Республике Корея) | Тэнам-мён (대남면,大南面), Кансан-мён, (강상면,江上面), Тэган-мён(대강면,大江面), Сонам-мён(소남면,小南面), Чаннам-мён (장남면,長南面) — подконтрольно КНДР; Чандан-мён (장단면,長湍面), Куннэ-мён (군내면,郡內面), Чиндон-мён (진동면,津東面), Чандо-мён (장도면,長道面), Чинсо-мён (진서면,津西面) — подконтрольно Республике Корея. Первые четыре района временно администрируются городом Пхаджу, а Чинсо-мён — уездом Йончхан-кун. |

## Утраченные территории Канвондо

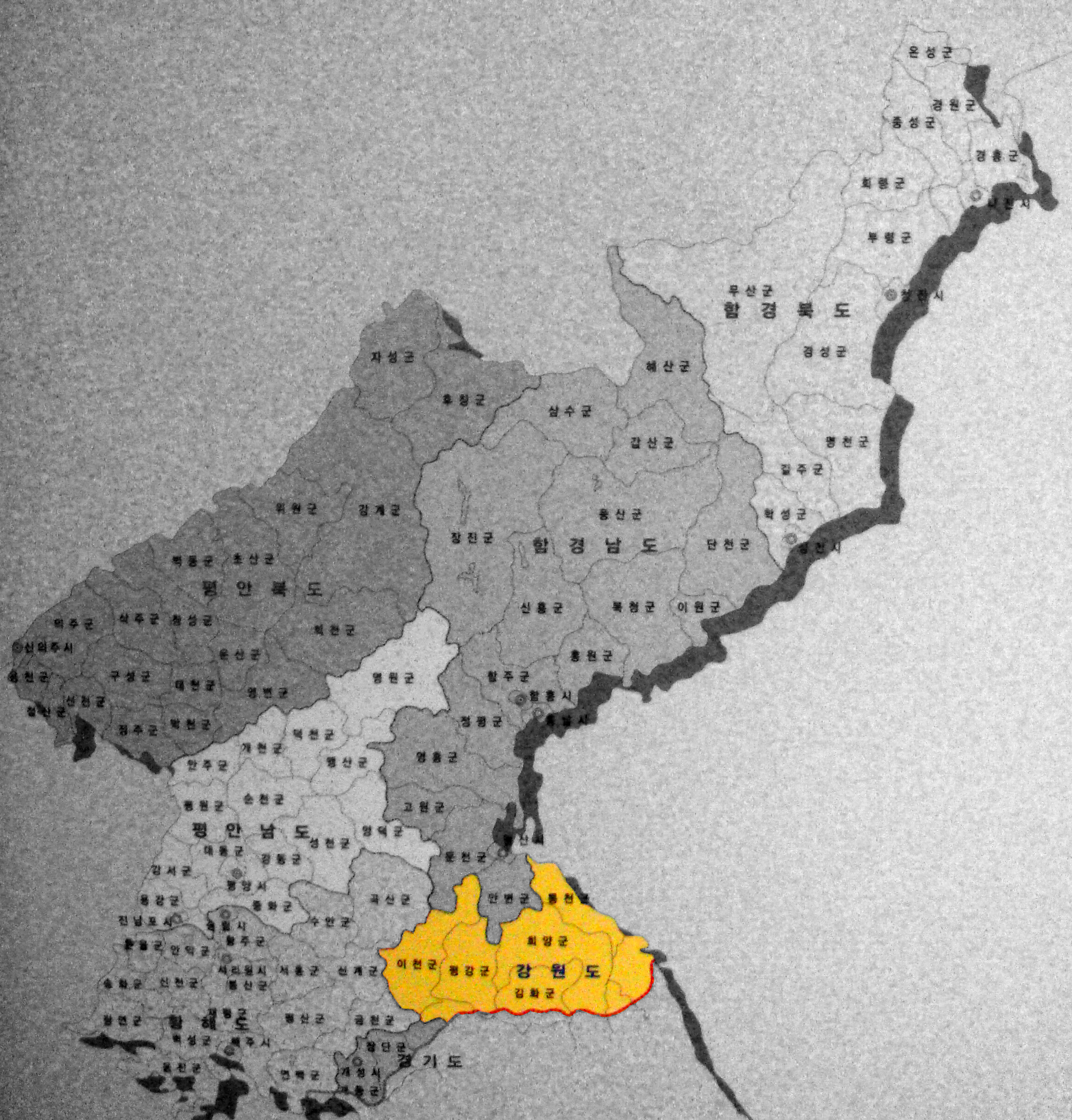
Утраченные территории Канвондо

Утраченные территории Канвондо (кор. 미수복 강원도) — термин, который используется Управлением для обозначения территорий провинции Канвондо, контролируемых в настоящее время КНДР. Соответствуют северокорейской провинции Канвондо, за исключением городов Вонсан и Мунчхон, а также уездов Чхоннэ, Анбён, Косан и Поптон, которые Южная Корея включает в состав провинции Хамгён-Намдо.

### Административное деление
| Уезд                       | Площадь     | Административный центр                                                 | Административное деление |
| -------------------------- | ----------- | ---------------------------------------------------------------------- | ------------------------ |
| Косон-гун 고성군 高城郡    |             | Косон-ып 고성읍                                                        |                          |
| Кимхва-гун 김화군 金化郡   | 1558,7 км²  | Кимхва-ып, Ымнэ-ри 김화읍 읍내리 (подконтрольно Республике Корея)      | .                        |
| Янгу-гун 양구군 楊口郡     |             | Янгу-ып, Ха-ри 양구읍 하리 (подконтрольно Республике Корея)            |                          |
| Ичхон-гун 이천군 伊川郡    | 1707,9 км²  | Ичхон-мён, Хянгё-ри 이천면 향교리                                      |                          |
| Чхорвон-гун 철원군 鐵原郡  | 841 км²     | Чхорвон-ып, Кванчжон-ри 철원읍 관전리 (подконтрольно Республике Корея) |                          |
| Тхончхон-гун 통천군 通川郡 | 864 км²     | Тхэнчхон-мён, Чун-ри 통천면 중리                                       |                          |
| Пхёнган-гун 평강군 平康郡  | 1374 км²    | Пхёнган-ып, Тонбён-ри 평강읍 동변리                                    |                          |
| Хвеян-гун 회양군 淮陽郡    | 1899,81 км² | Хвеян-мён, Ымнэ-ри 회양면 읍내리                                       |                          |